# Karl Brauneder
Karl Brauneder (ur. 13 marca 1960 w Vösendorfie) – piłkarz austriacki grający na pozycji obrońcy. W swojej karierze rozegrał 19 meczów i zdobył 1 bramkę w reprezentacji Austrii.

## Kariera klubowa
Swoją karierę piłkarską Brauneder rozpoczął w klubie Wiener SC. W 1978 roku awansował do pierwszej drużyny. 19 sierpnia 1978 zadebiutował w austriackiej Bundeslidze w przegranym 2:3 wyjazdowym meczu z Admirą Wacker Wiedeń. W debiutanckim sezonie wywalczył z Wiener SC wicemistrzostwo Austrii. W Wiener SC grał do końca sezonu 1982/1983.
Latem 1983 Brauneder przeszedł do Rapidu Wiedeń. W Rapidzie swój ligowy debiut zaliczył 19 sierpnia 1983 roku w zremisowanym 0:0 domowym meczu z SC Eisenstadt. W sezonach 1983/1984, 1984/1985 i 1985/1986 został wicemistrzem Austrii. W 1985 i 1986 roku zdobył też Puchar Austrii. W maju 1985 wystąpił w przegranym 1:3 finale Pucharu Zdobywców Pucharów z Evertonem. W sezonie 1986/1987 wywalczył z Rapidem dublet (mistrzostwo i puchar kraju), a w sezonie 1987/1988 - mistrzostwo.
W 1991 roku Brauneder został wypożyczony z Rapidu do FC Stahl Linz. Swój debiut w nim zanotował 24 lipca 1991 w wygranym 2:1 domowym spotkaniu z Austrią Wiedeń. W 1992 roku wrócił do Rapidu, w którym grał jeszcze przez dwa lata.
W 1994 roku Brauneder przeszedł do VfB Mödling. Zadebiutował w nim 2 sierpnia 1994 w zremisowanym 1:1 domowym meczu z Austrią Wiedeń. W 1995 roku odszedł z Mödling. W latach 1996–1998 grał w ASK Klingenbach, w którym zakończył karierę.
| Sezon   | Klub            | Kraj    | Rozgrywki    | Mecze | Bramki |
| ------- | --------------- | ------- | ------------ | ----- | ------ |
| 1978/79 | Wiener SC       | Austria | Bundesliga   | 36    | 9      |
| 1979/80 | Wiener SC       | Austria | Bundesliga   | 36    | 8      |
| 1980/81 | Wiener SC       | Austria | Bundesliga   | 36    | 3      |
| 1981/82 | Wiener SC       | Austria | Bundesliga   | 36    | 10     |
| 1982/83 | Wiener SC       | Austria | Bundesliga   | 29    | 4      |
| 1983/84 | Rapid Wiedeń    | Austria | Bundesliga   | 22    | 5      |
| 1984/85 | Rapid Wiedeń    | Austria | Bundesliga   | 28    | 7      |
| 1985/86 | Rapid Wiedeń    | Austria | Bundesliga   | 35    | 3      |
| 1986/87 | Rapid Wiedeń    | Austria | Bundesliga   | 26    | 4      |
| 1987/88 | Rapid Wiedeń    | Austria | Bundesliga   | 34    | 1      |
| 1988/89 | Rapid Wiedeń    | Austria | Bundesliga   | 29    | 0      |
| 1989/90 | Rapid Wiedeń    | Austria | Bundesliga   | 28    | 0      |
| 1990/91 | Rapid Wiedeń    | Austria | Bundesliga   | 10    | 0      |
| 1991/92 | FC Stahl Linz   | Austria | Bundesliga   | 26    | 1      |
| 1992/93 | Rapid Wiedeń    | Austria | Bundesliga   | 21    | 1      |
| 1993/94 | Rapid Wiedeń    | Austria | Bundesliga   | 29    | 0      |
| 1994/95 | VfB Mödling     | Austria | Bundesliga   | 16    | 2      |
| 1996/97 | ASK Klingenbach | Austria | Regionalliga | ?     | ?      |
| 1997/98 | ASK Klingenbach | Austria | Regionalliga | ?     | ?      |

## Kariera reprezentacyjna
W reprezentacji Austrii Brauneder zadebiutował 19 maja 1982 roku w wygranym 1:0 towarzyskim meczu z Danią, rozegranym w Wiedniu. W swojej karierze grał w eliminacjach do Euro 84, do MŚ 1986 i do Euro 88. Od 1982 do 1988 roku rozegrał w reprezentacji 19 meczów, w których strzelił 1 gola.